# Meteorium polytrichum
Meteorium polytrichum là một loài Rêu trong họ Meteoriaceae. Loài này được Dozy & Molk. miêu tả khoa học đầu tiên năm 1848.